# 井堀利宏
井堀 利宏（いほり としひろ、1952年2月25日 - ）は、日本の経済学者。専門は、財政学・公共経済学・経済政策。東京大学名誉教授。政策研究大学院大学教授。財務省財政制度等審議会委員。2011年紫綬褒章受章。岡山県倉敷市出身。

## 略歴
- 1974年 - 東京大学経済学部経済学科卒業
- 1976年- 同大学院経済学研究科修士課程修了
- 1980年12月 - ジョンズ・ホプキンス大学大学院経済学研究科博士課程修了（資格審査合格）
- 1981年3月 - 東京大学大学院博士後期課程退学
- 1981年5月 - Ph.D（ジョンズ・ホプキンス大学）、東京都立大学経済学部助教授
- 1985年4月 - 大阪大学経済学部助教授
- 1993年4月 - 東京大学経済学部助教授
- 1995年4月 - 同教授
- 1996年4月 - 東京大学大学院経済学研究科教授
- 2011年10月 - 国税庁国税審議会会長[2]
- 2015年4月 - 政策研究大学院大学教授
- 2015年6月 - 東京大学名誉教授

## 受賞・受章
- 第27回 日経・経済図書文化賞（『現代日本財政論 財政問題の理論的研究』東洋経済新報社に対して）1984年
- 第22回 石橋湛山賞（『財政赤字の正しい考え方 政府の借金はなぜ問題なのか』東洋経済新報社、2000年に対して）2001年
- 紫綬褒章 2011年[3]

## 主張
- 日本の消費増税について「毎年1%ずつ税率を上げていくのがよい。一度に上げると、駆け込み需要とその反動が起きる可能性が高い。特に耐久消費財は駆け込み需要とその反動が大きく、民間の経済活動に悪影響を与える。また、一度に上げようとすると『景気が回復していなければ駄目だ』などの政治的な抵抗で先延ばしになったり、不十分な税率のまま終わり、結果として機能しない恐れもある。景気動向と無関係に毎年上げることが大切である」「歳出を抑制できずこのままならば、消費税を25%に設定しないと維持できない」と述べている[4]。
- 2012年10月7日 中国新聞 交論 消費税増税は可能か「財政のつけ 早めに処理を」の中で「物価が下がり続けるデフレーション状況を克服しないと消費税増税できないとなると、永遠にできないだろう」と述べている。この点に対して、同記事で対論を述べている藤井聡京都大学教授は自身の講演で「財出と金融緩和でデフレが脱却出来るのは自明である。もし私が間違っているなら、京大教授の職を辞めたって構わない」と反論している[5][信頼性要検証]。
- 日本の財政再建について「財政再建は増税だけでは実現しない。歳出の削減、特に社会保障の抑制が進んでいないことは大きな問題である」と述べている[6]。

## 著書
- 現代日本財政論 財政問題の理論的研究 東洋経済新報社 1984.4
- 日本の財政赤字構造 中長期の実証・規範分析 東洋経済新報社 1986.9
- 財政学 新世社 1990.4 (新経済学ライブラリ)
- 経済大国日・米の財政政策 世界経済への波及と依存 東洋経済新報社 1991.4
- 現代の財政 日本経済新聞社 1991.8 (日経文庫)
- ストックの経済学 有斐閣 1993.3
- 演習財政学 新世社 1995.3 (演習新経済学ライブラリ)
- 財政 岩波書店 1995.11 (現代経済学入門)
- 入門マクロ経済学 新世社 1995.12
- 公共経済の理論 有斐閣 1996.12
- 入門ミクロ経済学 新世社 1996.12
- 日本の財政改革 1997.3 (ちくま新書)
- 入門経済学 新世社 1997.11
- 公共経済学 新世社 1998.9 (基礎コース)
- 経済学演習 新世社 1999.8
- 政府と市場 官と民の役割分担 税務経理協会 1999.2
- 経済学で読み解く日本の政治 東洋経済新報社 1999.5
- マクロ経済学演習 新世社 2000.6
- 財政赤字の正しい考え方 政府の借金はなぜ問題なのか 東洋経済新報社 2000.8
- 公共事業の正しい考え方 財政赤字の病理 2001.5 (中公新書)
- ミクロ経済学演習 新世社 2001.7
- あなたが払った税金の使われ方 政府はなぜ無駄遣いをするのか 東洋経済新報社 2001.9
- 財政再建は先送りできない 岩波書店 2001.10
- 要説:日本の財政・税制 税務経理協会 2002.1
- 図解雑学マクロ経済学 ナツメ社 2002.8
- 経済政策 新世社 2003.4 (新経済学ライブラリ)
- 課税の経済理論 岩波書店 2003.11
- リスク管理と公共財供給 清文社 2004.4
- ゼミナール公共経済学入門 日本経済新聞社 2005.6
- 「小さな政府」の落とし穴 痛みなき財政再建路線は危険だ 日本経済新聞出版社 2007.8
- 「歳出の無駄」の研究 日本経済新聞出版社 2008.7
- 誰から取り、誰に与えるか 格差と再分配の政治経済学 東洋経済新報社 2009.7
- コンパクト経済学 新世社 2009.9

## 共編著
- 財政 牛丸聡共著 東洋経済新報社 1992.5 (基本テキスト)
- 日本政治の経済分析 土居丈朗共著 木鐸社 1998.1
- 財政学 宮島洋共編著 放送大学 2000.3
- 財政読本 土居丈朗共編 第5版 東洋経済新報社 2000.4
- 経済政策 2 宮島洋共著 放送大学 2002.3
- 日本の財政赤字 岩波書店 2004.12 (経済社会総合研究叢書)
- 公共部門の業績評価 官と民の役割分担を考える 東京大学出版会 2005.1
- 地球秩序のシミュレーション分析 グローバル公共財学の構築に向けて 吉田和男、瀬島誠共編著 日本評論社 2009.3
- バブル/デフレ期の日本経済と経済政策 5 財政政策と社会保障 内閣府経済社会総合研究所監修 慶應義塾大学出版会 2010.1

## 翻訳
- 新経済学用語辞典 J.K.シム、J.G.シーゲル 粟沢尚志共訳 新世社 1997.4 (新経済学ライブラリ)
- 成功する政府失敗する政府 A.グレーザー、L.S.ローゼンバーグ 土居丈朗、寺井公子共訳 岩波書店 2004.6
- 入門財政・公共政策 政府の責任と限界 アリエ・L.ヒルマン（監訳）勁草書房 2006.4